# Copa CECAFA 1985
La Copa CECAFA 1985 es la 13.ª edición de este torneo de fútbol a nivel de naciones de África Oriental y África Central organizado por la CECAFA y que contó con la participación de 6 naciones.
Zimbabue venció a Kenia en la final jugada en Zimbabue para ganar el torneo por primera vez en su historia.

## Fase de grupos

### Grupo A
los partidos se jugaron en Harare
| Nación   | Pts | J | G | E | P | GF | GC | GD |
| -------- | --- | - | - | - | - | -- | -- | -- |
| Kenia    | 3   | 2 | 1 | 1 | 0 | 4  | 3  | +1 |
| Zimbabue | 3   | 2 | 1 | 1 | 0 | 2  | 1  | +1 |
| Tanzania | 0   | 2 | 0 | 0 | 2 | 2  | 4  | -2 |

| Nación 1 | Nación 2 | Resultado |
| -------- | -------- | --------- |
| Zimbabue | Tanzania | 1-0       |
| Kenia    | Zimbabue | 1-1       |
| Tanzania | Kenia    | 2-3       |

### Grupo B
Los partidos se jugaron en Bulawayo
| Nación | Pts | J | G | E | P | GF | GC | GD |
| ------ | --- | - | - | - | - | -- | -- | -- |
| Malaui | 3   | 2 | 1 | 1 | 0 | 3  | 2  | +1 |
| Uganda | 2   | 2 | 1 | 0 | 1 | 3  | 1  | +2 |
| Zambia | 1   | 2 | 0 | 1 | 1 | 2  | 5  | -3 |

| Nación 1 | Nación 2 | Resultado |
| -------- | -------- | --------- |
| Malaui   | Uganda   | 1-0       |
| Zambia   | Malaui   | 2-2       |
| Uganda   | Zambia   | 3-0       |

## Semifinales
| 11 de octubre de 1985 | Zimbabue         | 1 – 0 | Visita |  |  |
|                       | Shacky Tauro 38' |       |        |  |  |

| Equipo 1 | Resultado      | Equipo 2 |
| -------- | -------------- | -------- |
| Kenia    | 0-0 (5-4 pen.) | Uganda   |

## Tercer Lugar
| Equipo 1 | Resultado | Equipo 2 |
| -------- | --------- | -------- |
| Malaui   | 3-1       | Uganda   |

## Final
| 13 de octubre de 1985 | Zimbabue                            | 2 – 0 | Kenia | Rufaro Stadium, Harare, Zimbabue |                                 |
|                       | Shacky Tauro 70' · Gift Mpariwa 88' |       |       | Asistencia: 32,000 espectadores  | Asistencia: 32,000 espectadores |

## Campeón
| Copa CECAFA 1985    |
| ------------------- |
| Bandera de Zimbabue |
| Zimbabue 1º Título  |